# Zeche Eiberg
Die Zeche Eiberg war ein Steinkohlen-Bergwerk in der ehemals selbstständigen Landgemeinde Eiberg bei Steele; heute zu Essen-Freisenbruch gehörig.

## Geschichte

### Gründung

#### Vorgängerzeche Jacob
Die Zeche Eiberg entstand 1882 als neue Betriebsgesellschaft für die Zeche Jacob. Ihr Schacht wurde 1858 bis auf 238 Meter abgeteuft, nachdem 1852 ein etwa 74 cm dickes Kohleflöz in den Wiesen des Bauern Siepmann im Tal des Baches Schirnbecke entdeckt wurde. Ein Jahr danach fand die Verleihung des Grubenfeldes Jacob und Gründung der Gewerkschaft des Steinkohlenbergwerks Jacob statt. Bedingt durch wasserführendes Deckgebirge war dieser Schacht immer wieder in betriebliche Schwierigkeiten gekommen. Dies führte 1879 zur Insolvenz der Betreiber des Schachtes und ein Jahr später zur Stilllegung der Zeche Jacob.

#### Zeche Eiberg

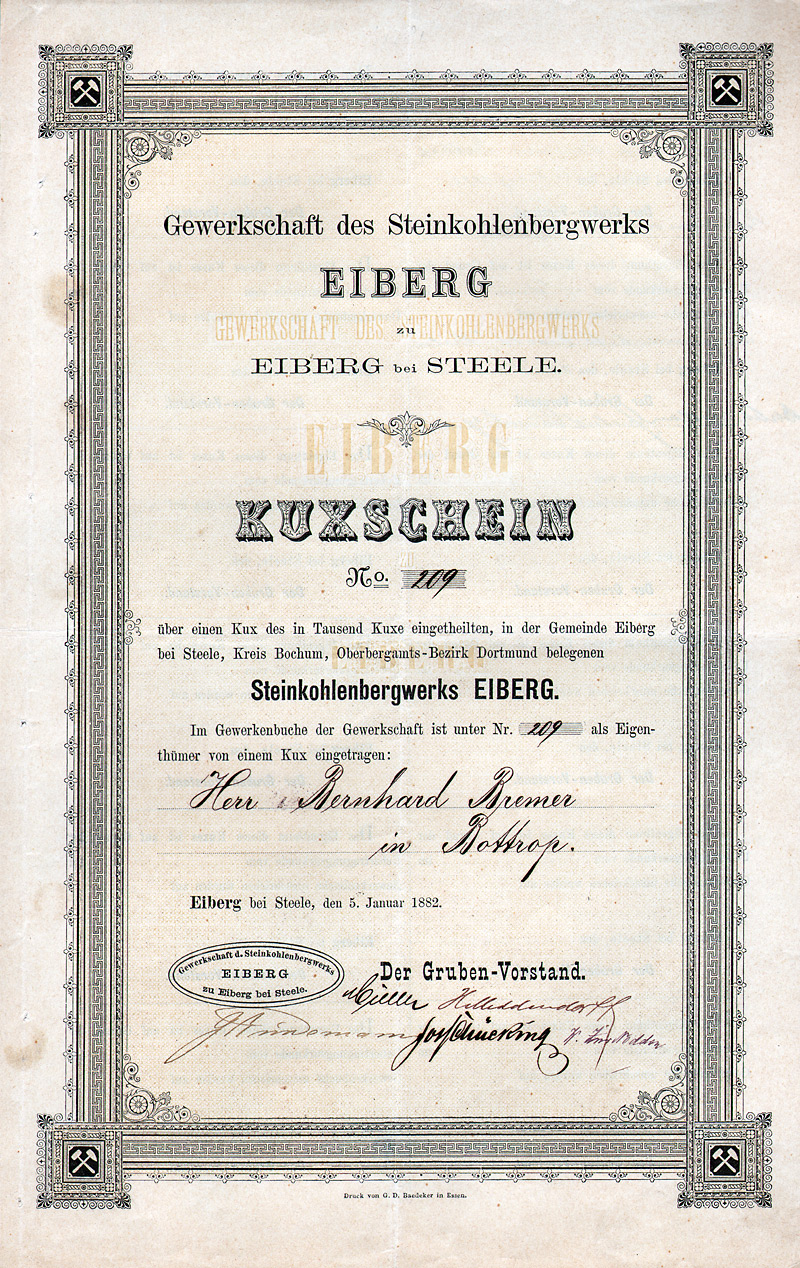
Kuxschein der Gewerkschaft des Steinkohlenbergwerks Eiberg vom 5. Januar 1882

Schachtgebäude und Grubenfeldbesitz wurden 1882 durch die nun namentlich geänderte Gewerkschaft des Steinkohlenbergwerks Eiberg ersteigert. Der Schacht Jacob wurde wieder instand gesetzt, und die Förderung aufgenommen. Nach dem Erstellen eines Wetterschachtes neben Schacht 1 und einem weiteren Wetteraufhauen im Grubenfeld wurde mit dem ausgehenden 19. Jahrhundert der Grubenfeldbesitz erheblich vergrößert. 1888 wurde eine Brikettanlage fertiggestellt.
Am 15. Februar 1899 wurde die in Horst gelegene Zeche Fridolin, ein Stollenbergwerk, mit der Zeche Eiberg zusammengelegt. Weitere Konsolidationen gingen in dieser Zeit mit Mecklingsbank ins Westen und Victoria einher, so dass die Zeche Eiberg eine Gesamtgröße von 3,84 km² umfasste. Von 1899 bis 1901 wurde in Überruhr-Hinsel ein zweiter Förderschacht namens Hermann (auch Schacht 2) abgeteuft. Neben diesem Schacht wurde nachfolgend noch ein Wetterschacht abgeteuft. Im Jahr 1903 erreichte die Förderung 310.561 Tonnen bei einer Schachtteufe von 337 Metern und 1.180 Beschäftigten.
1904 wurde die Zeche Eiberg mit fünf Schächten an die Gewerkschaft Ewald in Herten verkauft, da die Betreibergesellschaft vor der Zahlungsunfähigkeit stand. Schacht Hermann (Schacht 2) musste im September 1904 die Förderung wegen minderwertiger Kohle einstellen. Auf dessen Fläche entstand später ein Park, der heutige Ludwig-Kessing-Park. Die Weiterhin ergab sich für die gesamte Zeche durch die nachfolgenden Stilllegungen der Nachbarzechen Steingatt und Vereinigte Charlotte zunehmend Wasserhaltungsproblematiken. Ein Versuch im Jahre 1905, im Unterwerksbau die Förderung qualitativ zu steigern und damit die Wirtschaftlichkeit wiederherzustellen, schlug fehl. 1905 wurden zwei Wetterschächte aufgegeben. 1908 folgte die Aufgabe des Unterwerksbaues wegen hoher Wasserzuflüsse  von über 9 Kubikmetern pro Minute.

### Stilllegung der Zeche Eiberg
Im Jahre 1914 beschloss die Gewerkschaft Ewald die Stilllegung der Zeche Eiberg, da auf lange Frist kein wirtschaftliches Ergebnis mehr zu erzielen war. Die Schächte wurden verfüllt und die Tagesanlagen an die Firma Haas in Magdeburg verkauft und abgebrochen. Das Grubenfeld wurde 1916 zunächst an die Charlotte Bergbaugesellschaft verpachtet. Ab 1925 wurde das Grubenfeld von der Heinrich Bergbau AG übernommen, die es in den 1930er Jahren der neu entstehenden Zeche Theodor zum Aufschluss zuwies.

### Zwangsarbeiterlager
Während des Zweiten Weltkrieges wurde auf dem Brachland der Zeche Eiberg von den Nationalsozialisten ein Zwangsarbeiterlager errichtet, das aus vier Wohn- und einer Küchenbaracke bestand. Hier befanden sich etwa 80 Zwangsarbeiter vorwiegend aus Osteuropa und den Niederlanden, die der Landwirtschaft und Restebeseitigung der Zechenanlagen zu dienen hatten.

### Schacht Eiberg und erneute Stilllegung
1951 bis 1955 wurde auf dem alten Zechengelände Eiberg der neue Außenschacht Eiberg der Zeche Theodor bis auf 490 Meter abgeteuft und als Seilfahrt und Materialschacht in Betrieb genommen. Bei den Arbeiten zur Wiederinbetriebnahme des Schachtes Eiberg (Aufwältigung) ereignete sich am 25. September 1953 ein Unglück. Durch Nachrutschen der Verfüllberge im Schacht kamen in 265 Metern Tiefe acht Bergleute ums Leben.
Am 31. März 1968 wurde mit der Betriebseinstellung der Heinrich Bergbau AG samt seinen Außenanlagen auch der Schacht Eiberg geschlossen, der zuletzt eine Tiefe von 563 Metern erreichte.

## Heutiger Zustand

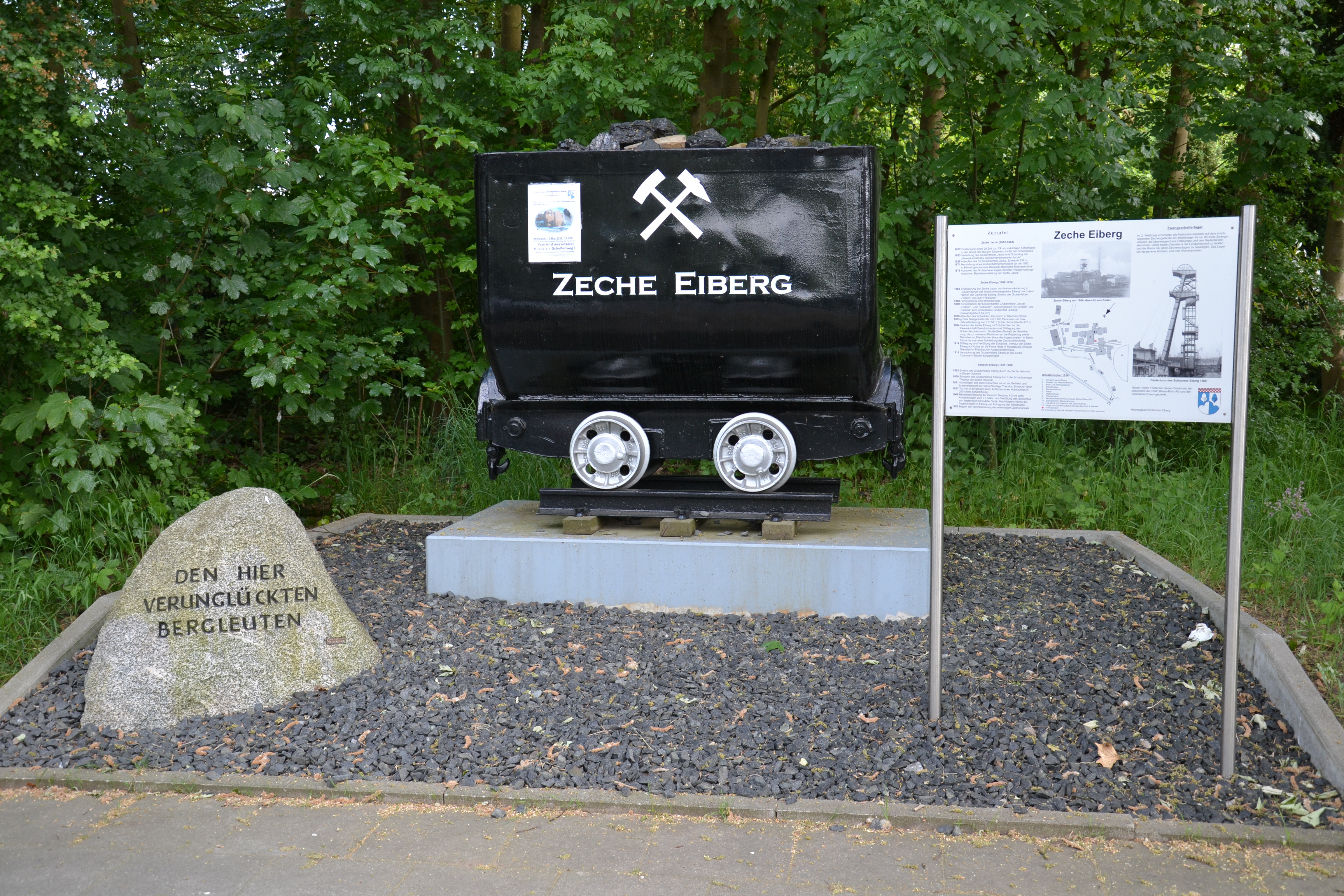
Gedenkstätte an die Zeche Eiberg

Nach der endgültigen Stilllegung wurden die verbliebenen Tagesanlagen abgebrochen und der gesamte Zechenbereich eingeebnet, er lag dann Jahrzehnte als Brachland und überwucherte mit Büschen und Bäumen. Ab 1985 wurde das Gelände nach vorherigen umfangreichen Probebohrungen und Bodenuntersuchungen im Bereich der Straßen Hobestatt, Falterweg und Zeche Eiberg mit Reihenhausbebauung belegt.
Der verfüllte Schacht wurde nicht überbaut, er befindet sich auf dem bewachsenen Freigelände zwischen den Häusern Hobestatt 78 und Zeche Eiberg 84. Auf einem aus Sicherheitsgründen umzäunten Bereich gegenüber dem Hause Zeche Eiberg 67 befand sich ein früherer Wetterschacht. An die alte Zeche erinnert heute der Straßenname Zeche Eiberg.
Im Mai 2008 wurde vom Heimatgeschichtskreis Eiberg in der Nähe des ehemaligen Schachtes Eiberg an der Straße Hobestatt ein Zechendenkmal mit einem Gedenkstein errichtet, der den dort im Jahre 1953 verunglückten Bergleuten gewidmet ist (siehe Bild).